# Woudvaart (Noardeast-Fryslân)
De Woudvaart (Fries en officieel: Wâldfeart) is in vaart in de Friese gemeente Noardeast-Fryslân.
De vaart loopt van Rinsumageest naar het noordoosten, waar vanuit het zuidwesten de Akkerwoudstervaart uitmondt in de Woudvaart. Vervolgens loopt de vaart door de Geestmermeer richting Dokkum. In Dokkum voorbij het zorgcomplex Sionsberg en de ijsbaan buigt de vaart naar het noorden en mondt dan uit in de Baantjegracht, een van de stadsgrachten van Dokkum.
Per 15 maart 2007 is de officiële benaming Wâldfeart, daarvoor Woudvaart.